# Frank Collison
Frank Collison, född 14 februari 1950, är en amerikansk film och scenskådespelare. Han har bland annat spelat telegrafisten Horace Bing i TV-serien Doktor Quinn samt haft gästroller i serier som Spanarna på Hill Street, Par i brott, Rättvisans män och My Name Is Earl. Collison har även medverkat i cirka 150 scenuppsättningar.